# Большая Кушва
Большая Кушва — река в России, в Свердловской области, в пределах города Нижнего Тагила. Устье реки находится на 306-м км правого берега реки Тагил. Впадает в Тагильский пруд. Длина реки составляет 12 км. Притоки — Ежовка и Узенькая.

## Данные водного реестра
По данным государственного водного реестра России относится к Иртышскому бассейновому округу, водохозяйственный участок реки — Тагил от истока до города Нижний Тагил, без реки Чёрной, речной подбассейн реки — Тобол. Речной бассейн реки — Иртыш.
Код объекта в государственном водном реестре — 14010501412111200005263.